# 杭州康莱德酒店
杭州康莱德酒店是位于杭州钱江新城杭州来福士中心T2大楼的五星级酒店，2019年4月开业。康莱德酒店是希尔顿酒店集团旗下的奢华品牌。

## 简介
拥有306间客房（包括25间套房），3个餐厅和1个大堂吧，1604平米的会议空间包括800平米无柱式大宴会厅（可一分为二），以及8个会议室。

## 图片
- 杭州康莱德酒店
- 杭州康莱德酒店
- 杭州康莱德酒店
- 杭州康莱德酒店
- 杭州康莱德酒店